# Bitwa pod Domstadtl
Bitwa pod Domstadtl (czes. Domašov) – starcie zbrojne, które miało miejsce 30 czerwca 1758 roku podczas wojny siedmioletniej niedaleko morawskiej wsi Domašov nad Bystřicí. Była ona poprzedzona przez duże starcie koło Gunderstorf (czes. Guntramovice). Austriacka armia pod dowództwem Ernsta Gideona von Laudona oraz Josepha von Siskovitsa atakowała duży konwój pruski transportujący zaopatrzenie do sił oblegających Ołomuniec. Austriackie zwycięstwo uratowało miasto i sprawiło, że Fryderyk II musiał wycofać się z Moraw.

## Pruska inwazja na Morawy
Fryderyk II Wielki uderzył na Morawy z początkiem maja 1758 roku i rozpoczął oblężenie Ołomuńca. Miał on nadzieję, iż austriacka armia przybędzie z odsieczą i Prusacy pokonają ją w wielkiej bitwie, w miejscu, które sami wybiorą. Jeżeli nie przybyliby, miał zamiar w krótkim czasie zdobyć tę twierdzę, nadającą się jako podstawa dla obrony Śląska i zwiększającą presję na Wiedeń.
Austriacki marszałek polny Leopold Joseph von Daun znał siłę pruskiej armii i unikał rozstrzygającej bitwy. Zamiast tego wolał blokować drogi transportów dostaw dla Prusaków i zadawać im straty w mniejszych starciach. Obrońcy Ołomuńca także walczyli bohatersko, więc upadek twierdzy wydawał się dużo bardziej odległy, niż to sobie Fryderyk wyobrażał. Mimo to, w czerwcu miasto było na krawędzi upadku, mury w dwóch miejscach zostały zniszczone przez pruską artylerię. Jednakże Prusacy, aby kontynuować walkę rozpaczliwie potrzebowali nowych dostaw zaopatrzenia.

## Konwój
Fryderyk obawiał się, iż duża liczba małych konwojów bronionych przez niewielkie siły mogłaby być łatwo rozbita przez Austriaków i dlatego zadecydował, że zaopatrzenie pojedzie w jednym ogromnym konwoju bronionym przez silne zgrupowanie wojskowe. Zaopatrzenie dla konwoju było zbierane na Śląsku i w końcu czerwca wjechał on na obszar Moraw. Konwój był tak wielki, że nie było żadnej możliwości utrzymania jego marszu w tajemnicy. Składał się z około 4000 wozów załadowanych materiałami wojskowymi. Towarzyszyło im około 2500 sztuk bydła. Na drodze rozciągał się on na ok. 45 kilometrów. Konwój był chroniony przez 10 870 żołnierzy pułkownika Wilhelma von Mosela. Największą wartość przedstawiała prawdopodobnie kawaleria składająca się z 1 341 ludzi, ale resztę jego sił – osiem batalionów piechoty – tworzyły oddziały sformowane z rekrutów albo wyleczonych weteranów. Kiedy marszałek polny Daun dowiedział się o konwoju, zadecydował się, iż musi on zostać zatrzymany i zniszczony. Zadanie to otrzymali Ernst Gideon von Laudon i Joseph von Siskovits.

## Walki
Guntramovice
Laudon zaczaił się na wroga niedaleko Guntramovic, małej wioski w północnych Morawach. Siskovits, który pogubił się w lasach, miał przybyć dopiero za dwa dni. Ten fakt był bardzo niekorzystny dla Laudona dlatego, że jego cztery bataliony piechoty, pułk dragonów, pułk huzarów, bateria artylerii i grupa graniczarów obejmowały tylko około 6 000 ludzi. Pomimo to zadecydował on się zaatakować Prusaków dlatego, że Ołomuniec był już blisko i nie było czasu do stracenia. Wiedział on także, że około 20 000 pruskich żołnierzy pod rozkazami generała Hansa Joachima von Zietena posuwało się w kierunku konwoju, aby wspomóc Mosela. Konwój przybył 28 czerwca wczesnym rankiem. Austriacy rozpoczęli ostrzeliwanie czołowych jego wozów. Jeden z pruskich batalionów ruszył na przód po to, żeby rozpoznać siłę wroga, lecz został zmuszony do ucieczki przez austriacką artylerię. Prusacy także rozwinęli artylerię po swej stronie drogi i rozpoczęli ostrzał. Próbowali oni kilka razy atakować austriackie pozycje w pagórkowatym terenie, lecz zawsze byli zmuszani do odwrotu. Bitwa toczyła się około pięć godzin, ale w ostatecznym rozrachunku Prusacy zaczęli przeważać na polu bitwy i Laudon rozkazał swym ludziom wycofać się w kierunku na Moravský Beroun. Odwrót odbył się bez problemów, gdyż Mosel nie miał dostatecznej liczby kawalerii by ścigać przeciwnika. Mimo że Laudon został pokonany i nie zdołał zniszczyć konwoju, jego straty były mniejsze niż pruskie. Jednak największą jego zdobyczą był czas. Obecnie niektórzy historycy wskazują, iż Prusacy mieli szansę na sukces całego przedsięwzięcia, jeśliby poświęcili trochę rozproszonych wozów i ruszyli natychmiast dalej – na Ołomuniec. Jednakże Mosel i Zieten, który dotarł do konwoju kilka godzin po starciu wiedzieli o zbliżających się siłach Siskovitsa, i dlatego postanowili oni poświęcić czas na przeformowanie konwoju i naprawienie niektórych z powstałych szkód. Konwój ruszył w dalszą drogę 30 czerwca wczesnym rankiem.
Domašov
Tymczasem Austriacy przygotowywali nowy atak. Wybrali oni otwarty teren pomiędzy Domašov nad Bystřicí a Nová Véska, który jest otoczony przez wzgórza i lasy, idealne miejsce na zasadzkę. Grupa Siskovitsa dotarła na miejsce pierwsza i zaczekała na wroga w lasach po lewej stronie drogi. Laudon dotarł od strony Moravskýego Berouna później, w środku bitwy, i zaatakował z przeciwnej strony, powiększając chaos wśród pruskich żołnierzy.
Najpierw przybyła awangarda konwoju składająca się z 4 850 żołnierzy i 250 wozów, lecz Siskovits pozwolił jej przejść bezpiecznie. Austriacka artyleria rozpoczęła walkę, kiedy mijała ją główna kolumna konwoju, wytwarzając od razu olbrzymi chaos wśród wozów. Piechota Siskovitsa toczyła pomyślne walki z żołnierzami pruskimi pomimo faktu, iż Prusacy mieli przewagę jak 3 do 1. W momencie pojawienia się z drugiej strony grupy Laudona wynik bitwy był przesądzony. Po 7 godzinach walki konwój został zmuszony do ucieczki.

## Straty
Mimo że austriackich żołnierzy było mniej więcej 12 000, ich straty (łącznie pod Guntramovicami i Domašovem) wyniosły tylko około 600 ludzi. Straty pruskie były o wiele wyższe, chociaż różne źródła dają różne liczby. Austriacy twierdzą, iż było to około 2 000 zabitych, rannych albo zaginionych żołnierzy oraz 1 450 wziętych do niewoli (włączanie z generałem Puttkamerem i 40 innymi oficerami), podczas gdy Prusacy ogłosili, iż było to tylko 2 701 zabitych, rannych, zaginionych i wziętych do niewoli żołnierzy, ale jednocześnie stwierdzali, iż trudno precyzyjnie określić straty z powodu wielkiego rozproszenia ich sił po bitwie. Zwycięzcy zdobyli także 2 200 koni, sporo bydła i wielką część przetransportowanych materiałów. Ponieważ znaczna liczba wozów została uszkodzona podczas bitwy, spalili oni wszystkie te, które nie były w stanie się poruszać. Pewna liczba wozów z amunicją została zniszczona podczas świętowania zwycięstwa. Istotną częścią zdobyczy były 2 miliony pruskich talarów (zgodnie z niektórymi źródłami 1 milion), ale austriaccy dowódcy pozwolili żołnierzom zatrzymać tylko połowę tego skarbu, zaś reszta trafiła do państwowej kasy. Tylko 250 wozów awangardy uniknęło pogromu, ale część z nich zostało zdobytych przez chorwackich żołnierzy koło miejscowości Svatý Kopeček, zaledwie kilka kilometrów od Ołomuńca, i dlatego zaledwie około 100–200 z nich dotarł na miejsce przeznaczenia.

## Konsekwencje
Znaczenie tej bitwy bywa czasem niedoceniane. Straty ludzkie po każdej ze stron nie były tak wysokie, jak w innych godnych uwagi bitwach tego czasu, lecz najbardziej istotnym rezultatem była utrata zaopatrzenia pruskiej armii, która wywarła znaczący wpływ na opinię Fryderyka na temat oblężenia Ołomuńca. Porażka wstrząsnęła pruskim obozem i kiedy Daun ostatecznie postanowił ruszyć na pomoc miastu, Prusacy zostali zmuszeni zakończyć oblężenie (brak amunicji powodował, iż zdobycie twierdzy stawało się niemożliwe) i musieli rozpocząć odwrót do Czech. Bitwy pod Guntramovicami i Domašovem były punktem zwrotnym w walkach o Morawy.